# Sameice e Santa Eulália
Sameice e Santa Eulália (oficialmente: União das Freguesias de Sameice e Santa Eulália) é uma freguesia portuguesa do município de Seia, com 14,27 km² de área e 508 habitantes (censo de 2021). A sua densidade populacional é 35,6 hab./km².

## História
Foi criada aquando da reorganização administrativa de 2012/2013, resultando da agregação das antigas freguesias de Sameice e Santa Eulália.

## Demografia
A população registada nos censos foi:
| Distribuição da População por Grupos Etários | Distribuição da População por Grupos Etários | Distribuição da População por Grupos Etários | Distribuição da População por Grupos Etários | Distribuição da População por Grupos Etários | Distribuição da População por Grupos Etários |
| -------------------------------------------- | -------------------------------------------- | -------------------------------------------- | -------------------------------------------- | -------------------------------------------- | -------------------------------------------- |
| Antes da agregação                           |                                              |                                              |                                              |                                              |                                              |
| Ano                                          | 0-14 anos                                    | 15-24 anos                                   | 25-64 anos                                   | >= 65 anos                                   | Total                                        |
| 2001                                         | 92                                           | 97                                           | 344                                          | 186                                          | 719                                          |
| 2011                                         | 71                                           | 58                                           | 350                                          | 159                                          | 638                                          |
| Após a agregação                             |                                              |                                              |                                              |                                              |                                              |
| Ano                                          | 0-14 anos                                    | 15-24 anos                                   | 25-64 anos                                   | >= 65 anos                                   | Total                                        |
| 2021                                         | 38                                           | 41                                           | 236                                          | 193                                          | 508                                          |